# Mittelpunktschule
Die Mittelpunktschule wurde in weiten Bereichen der Bundesrepublik Deutschland eingeführt, um zu kleine Schulen zu beseitigen. Zur Mittelpunktschule kommen die Kinder mehrerer Gemeinden, sodass für jede Klasse genügend Kinder und Lehrer zur Verfügung stehen. Die Mittelpunktschulen bestehen in der Regel aus Grund-, Haupt- und Realschule. Umfassen sie mehr Schularten, werden sie als Schulzentren bezeichnet. Um den Kindern den durch die Schaffung der Mittelpunktschule entstandenen weiten Schulweg zu erleichtern bzw. den Schulbesuch überhaupt erst zu ermöglichen, werden vom Schulträger Schulbusse eingesetzt.